# Pelia mutica
Pelia mutica är en kräftdjursart som först beskrevs av Lewis Reeve Gibbes 1850.  Pelia mutica ingår i släktet Pelia och familjen Pisidae. Inga underarter finns listade i Catalogue of Life.